# Anselmo Pestana
Anselmo Pestana Padrón (Guía de Isora, Canarias, 4 de diciembre de 1965) es un político español y actual Delegado del Gobierno en Canarias. Ejerció como séptimo presidente del Cabildo de La Palma desde la etapa democrática de 1979. Fue senador por La Palma desde 2008 hasta 2011 y diputado del Parlamento de Canarias por La Palma desde el 2003 hasta el 2008.
Entre los años 2006 y 2007 fue alcalde de Santa Cruz de La Palma.
En el año 2013 fue elegido presidente del cabildo palmero tras la moción de censura que realizó el PSOE y el Partido Popular palmero a Guadalupe González Taño. Esta acción conllevó la expulsión del partido de los consejeros del PSOE en el Cabildo de La Palma, quedando el PSOE en manos de una gestora en la isla. 
Fue nombrado Delegado del Gobierno en la Comunidad Autónoma de Canarias el 11 de febrero de 2020. 